# Heteractis magnifica
Heteractis magnifica är en havsanemonart som först beskrevs av Jean René Constant Quoy och Joseph Paul Gaimard 1833.  Heteractis magnifica ingår i släktet Heteractis och familjen Stichodactylidae. Inga underarter finns listade i Catalogue of Life.

## Bildgalleri

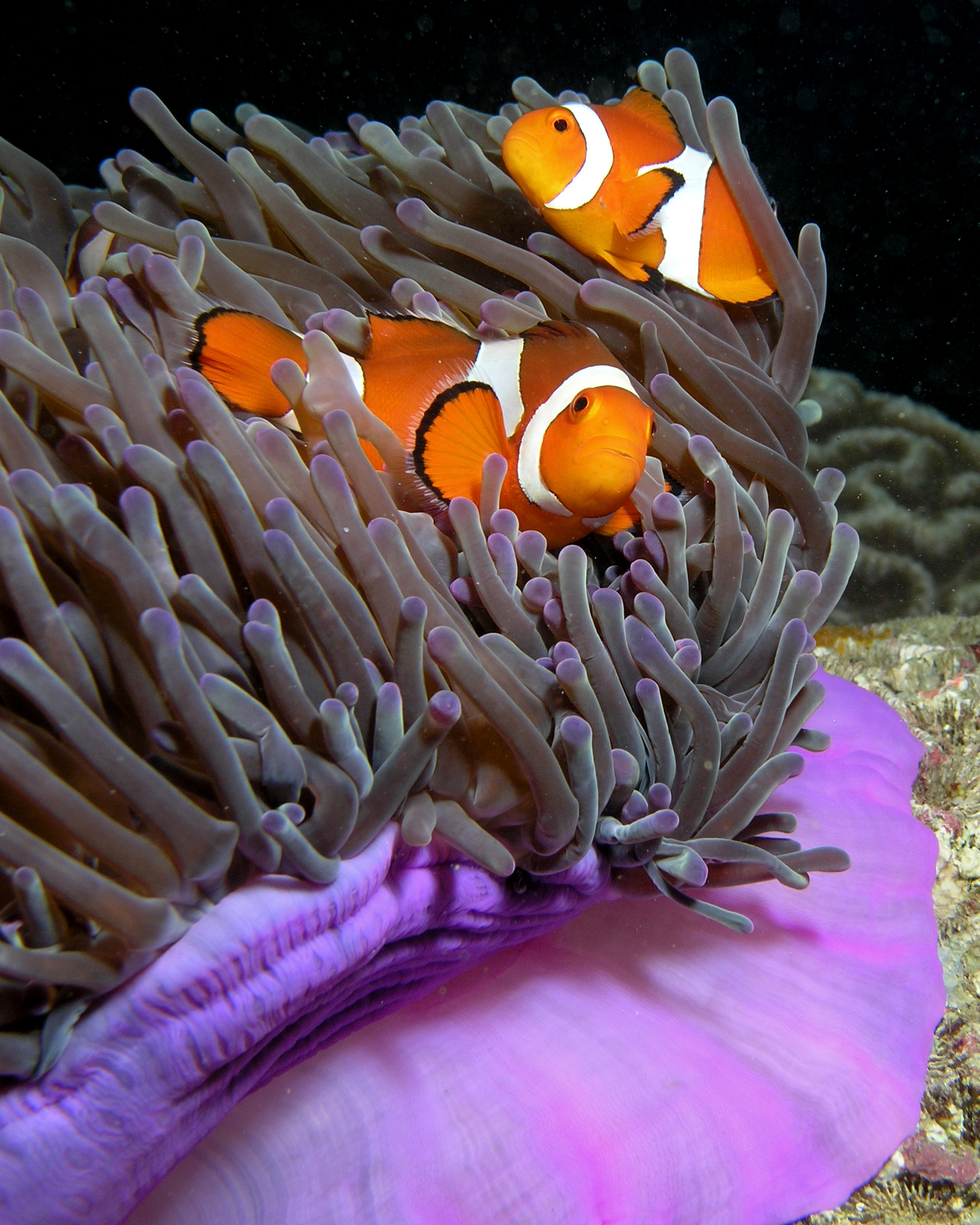
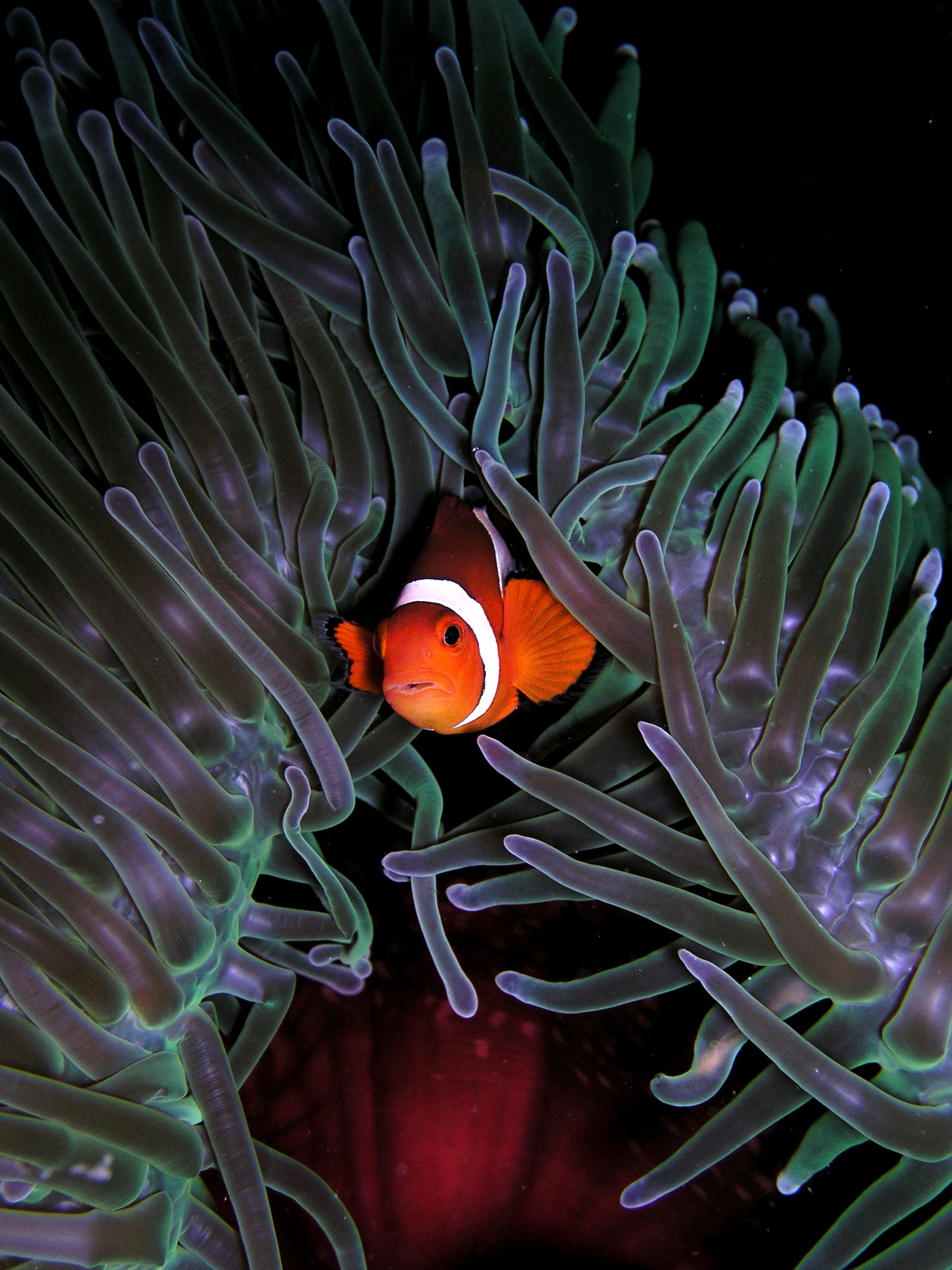
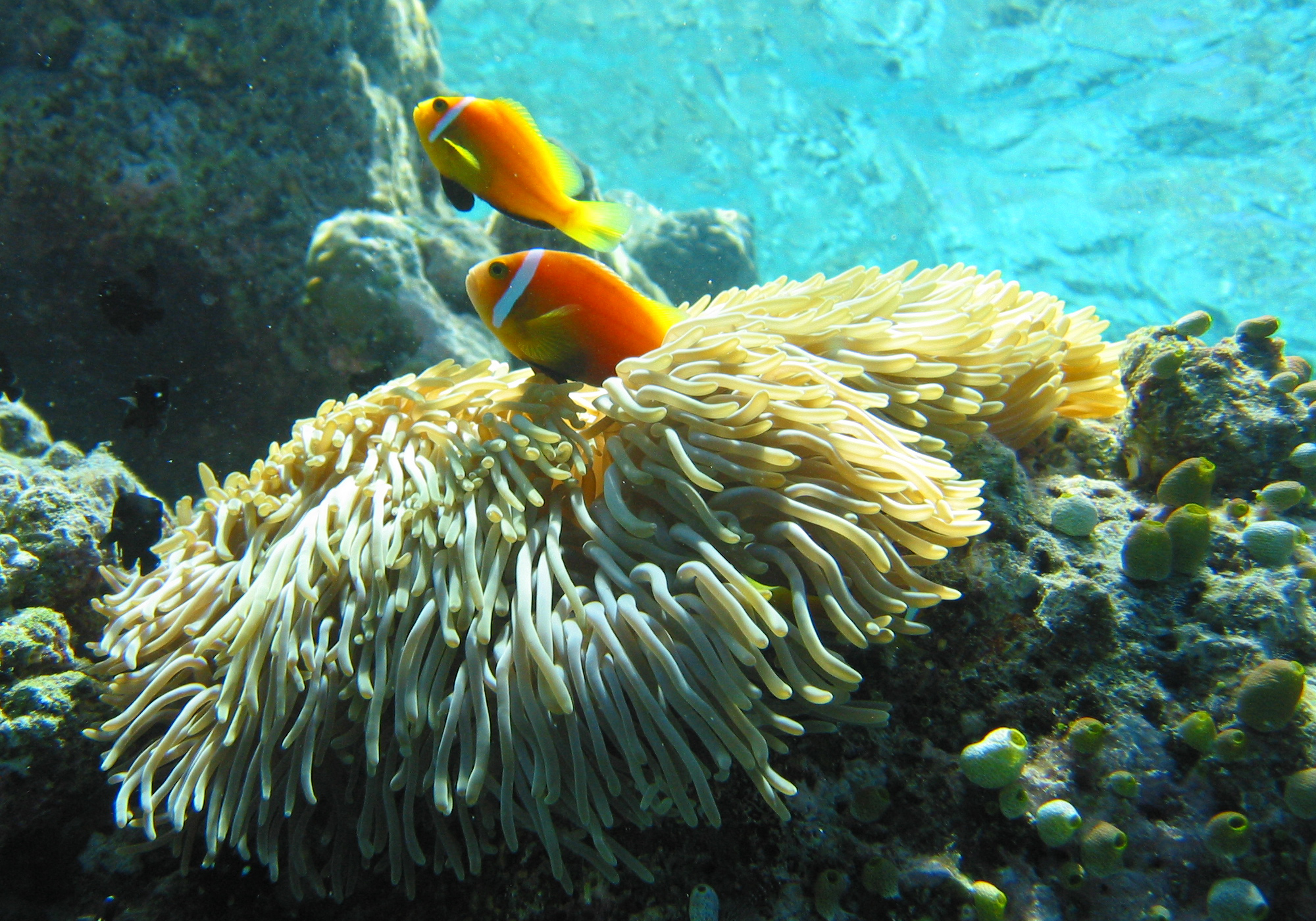
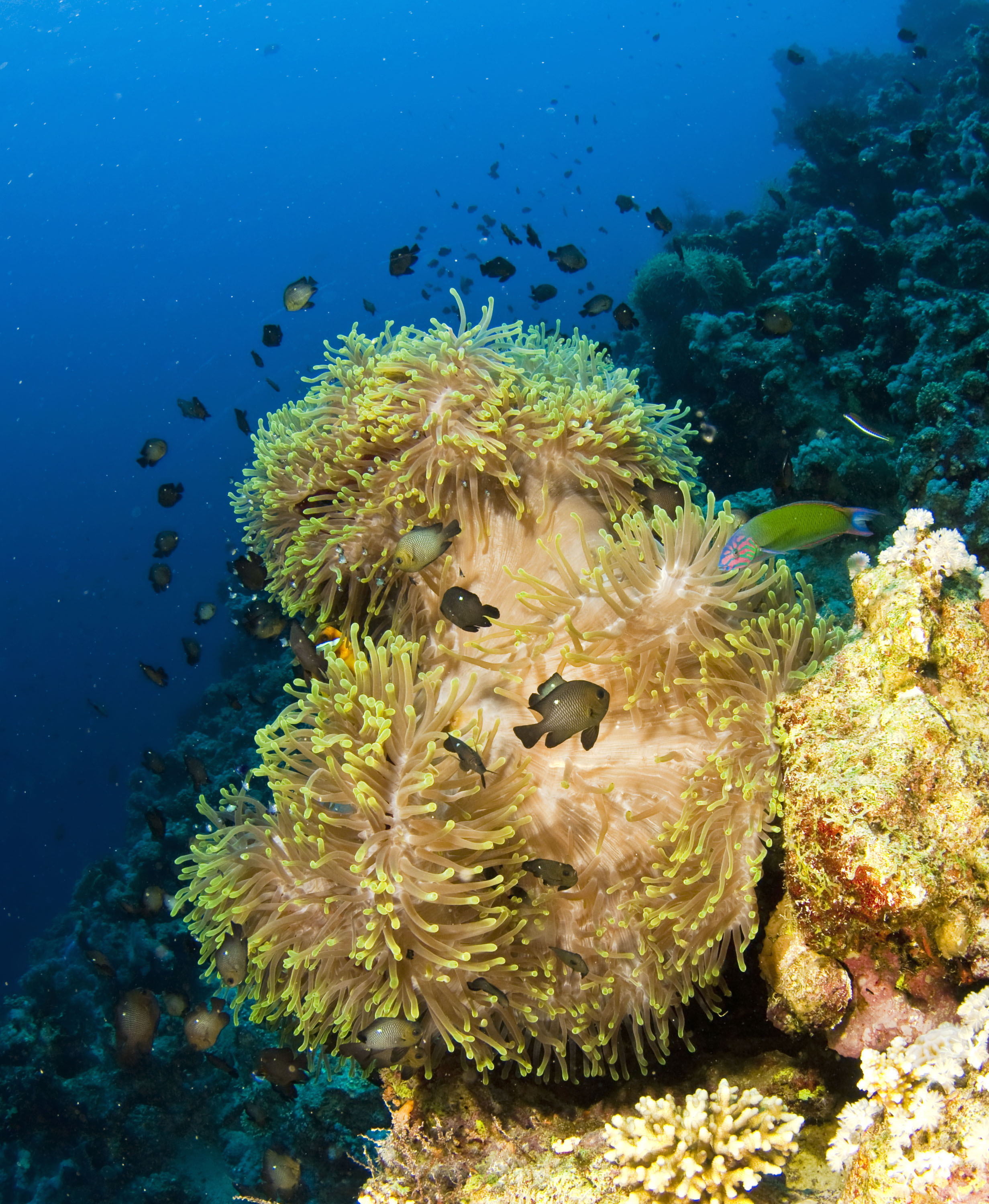
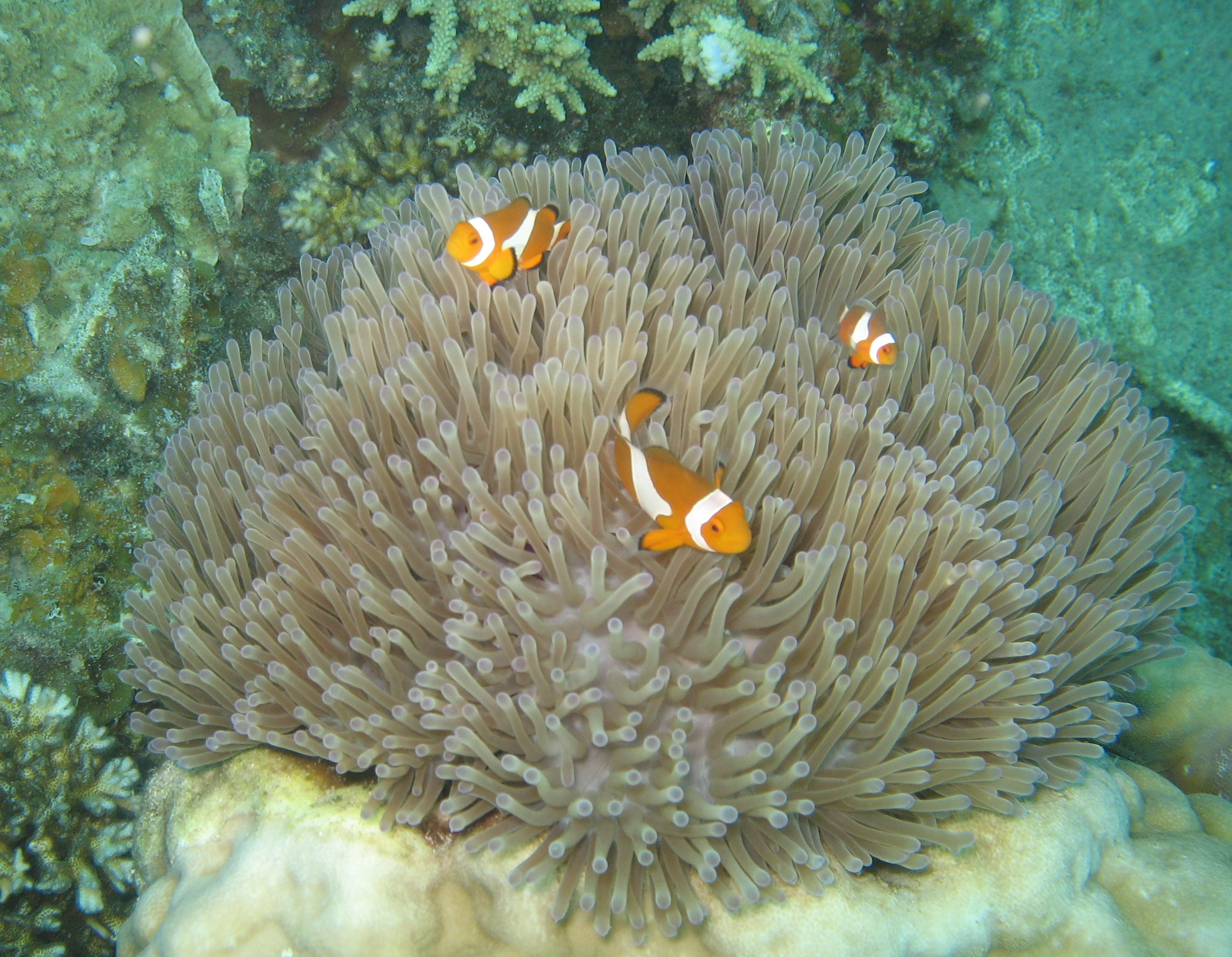
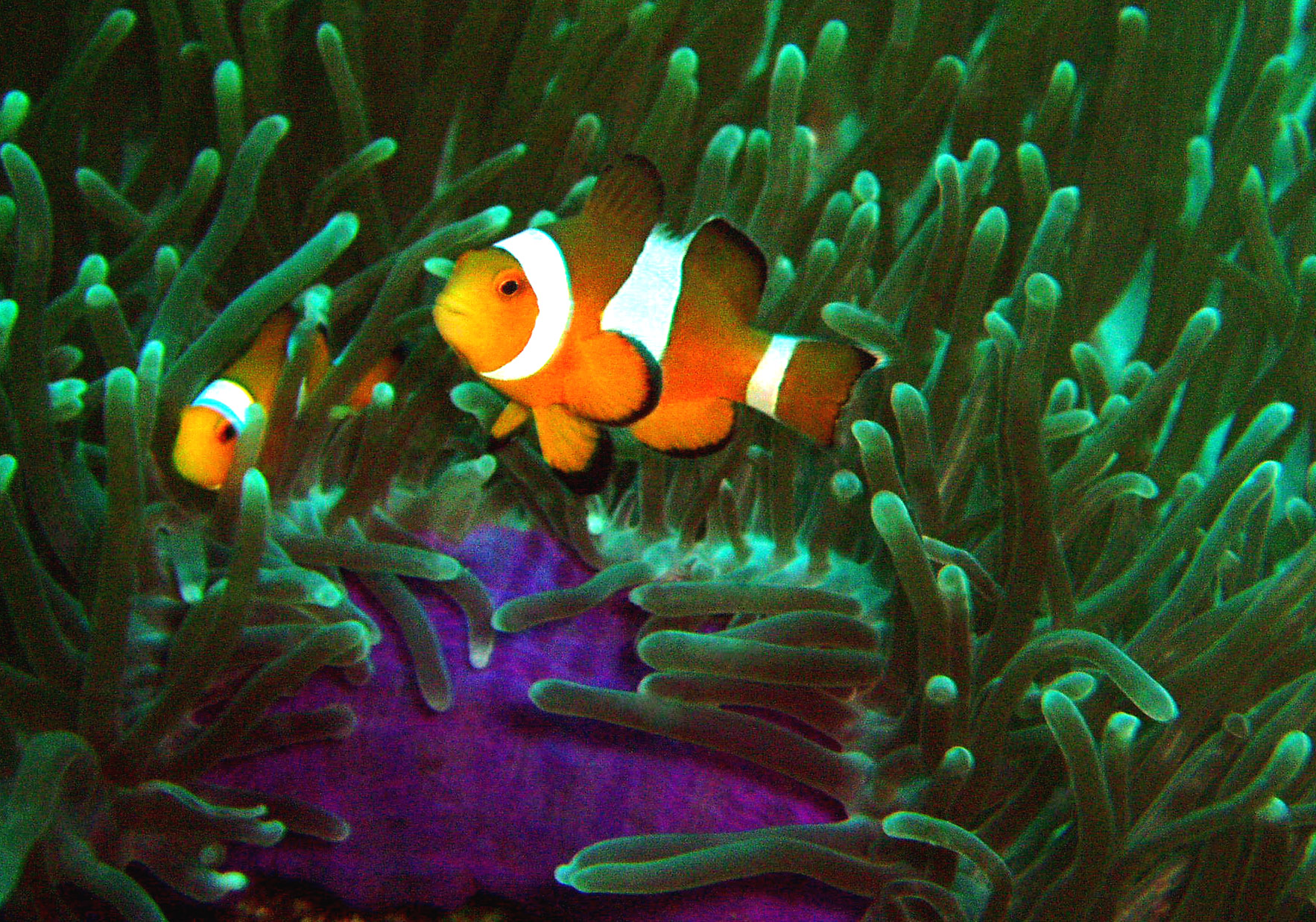